# Чарвакская ГЭС
Чарвакская ГЭС (ГЭС-6) — гидроэлектростанция на реке Чирчик на севере Ташкентской области Узбекистана, вблизи посёлка Чарвак. Крупнейшая гидроэлектростанция Узбекистана. Строительство ГЭС было начато в 1963 году, закончено в 1972 году. Собственник станции — АО «Узбекгидроэнерго».

## Природные условия
Створ гидроузла расположен в верхнем течении реки Чирчик — правом притоке реки Сырдарьи, в ущелье с крутыми бортами и плоским дном, сложенными прочными известняками. Водохранилище, созданное гидроузлом, скрыло под собой место образования реки Чирчик, и в настоящее время её составляющие — Пскем, Коксу и Чаткал впадают непосредственно в водохранилище. Среднемноголетний расход воды в реке в створе гидроузла составляет 208 м³/с, максимальный замеренный расход — 1600 м³/с, среднемноголетний сток — 6,6 км³, среднемноголетний сток взвешенных наносов — 2,9 млн т.

## Общие сведения
Чарвакская ГЭС находится на севере Ташкентской области на реке Чирчик около посёлка городского типа Чарвак в отрогах Чаткальского хребта Западного Тяньшаня.
Чарвакская ГЭС является головной и наиболее мощной гидроэлектростанцией в составе Чирчик-Бозсуйского каскада гидроэлектростанций — комплекса гидротехнических сооружений на реке Чирчик. Рядом с плотиной расположен город энергетиков и гидростроителей — Чарва́к.
Состав сооружений ГЭС:
- Каменно-набросная плотина максимальной высотой 168 метров с центральным противофильтрационным ядром из суглинка, песчано-гравелистыми фильтрами и упорными призмами из горной массы. Объём насыпи 18,8 млн.м³. Среднее заложение верхового и низового откосов — 1:2. Общая длина напорного фронта — 770 м.

В основании ядра плотины расположена цементационная галерея сечением 3,8×4,0 м, из которой выполнены укрепительная цементация на глубину 10-12 м и двухрядная цементационная завеса глубиной от 40 до 100 м. Галерея также выполняет функции зуба сопряжения ядра со скалой основания;
- Водосброс второго яруса, состоит из оголовка, шахты ремонтных затворов, туннеля диаметром 9 м, помещения ремонтных затворов и отводящей открытой трубы.
- Катастрофический поверхностный водосброс шахтного типа. Длина водосливного фронта водосброса 56 м. За порогом оголовка размещена входная воронка, переходящая в вертикальную шахту диаметром 11 м, высотой 134 м. С отводящим туннелем шахта сопрягается криволинейным коленом круглого сечения диаметром 10 м. Водосброс подключен в концевую часть строительного туннеля первого яруса диаметром 11 м (со стороны верхнего бьефа туннель закрыт железобетонной пробкой). Пропускная способность водосброса — 1200 м³/сек;
- Водозаборное сооружение, оборудованное сороудерживающими решетками, ремонтными и аварийно-ремонтными затворами;
- два подводящих тоннеля диаметром по 9 м и длиной 770 и 852 м соответственно, проходят в двух уровнях. Заканчиваются металлическими развилками на два гидроагрегата каждая;
- Здание ГЭС приплотинного закрытого типа, расположено у низовой грани плотины. Размеры здания в плане 102×26,4 м, максимальная высота 44,8 м. В подводном массиве единым блоком размещены четыре гидроагрегата, спиральные камеры, отсасывающие трубы, турбинные помещения и помещения насосных;
- отводящий канал.

Мощность ГЭС составляет 666 МВт, среднегодовая выработка — 2,165 млрд кВт·ч. В здании ГЭС установлено 4 гидроагрегата, 3 из которых имеют мощность 168 МВт, и один — 162 МВт. Гидроагрегаты оборудованы радиально-осевыми турбинами и предтурбинными дисковыми затворами диаметром 5 м, работающих при расчётном напоре 148 м. Диаметр рабочих колёс гидротурбин — 4,4 м, частота вращения — 187,5 об/мин. Изначально, мощность каждого гидроагрегата составляла 150 МВт, после реконструкции их мощность была увеличена. Производитель турбин — Ленинградский металлический завод, генераторов — Электросила, оба предприятия в настоящее время входят в концерн «Силовые машины». Выдача электроэнергии с генераторов производится через силовые трансформаторы ТДЦ-200000/220 на открытое распределительное устройство (ОРУ) напряжением 220 кВ и далее в энергосистему.
Плотина ГЭС образует Чарвакское водохранилище сезонного регулирования полной ёмкостью 2006 млн.м³, полезной ёмкостью 1580 млн.м³, площадью зеркала 40,1 км². Чарвакское водохранилище также используется в целях регулирования стока в интересах всего каскада Чирчик-Бозсуйских ГЭС и расхода воды для задач ирригации и поливного земледелия в долине Чирчика (обеспечивает орошение порядка 300 тыс. га земель). 

## Реконструкция
В июне 2011 года между «Узбекэнерго» и «Силовыми машинами» был заключён договор, предусматривающий модернизацию гидроагрегатов Чарвакской ГЭС с заменой на всех четырёх гидроагрегатах обмоток статоров генераторов, системы возбуждения, маслонапорных установок, систем управления, а также на трёх гидроагрегатах — рабочих колёс турбин. Модернизированное оборудование было введено в эксплуатацию в 2014—2017 годах, что позволило увеличить мощность станции с 600 до 666 МВт и выработку с 2000 до 2165 млн кВт·ч. 